# Pierre Paté-Desormes
Pierre Paté-Desormes, né en 1777 à Mouzon et mort le 29 janvier 1841 à Paris, est un peintre français.

## Biographie
Élève de François-André Vincent et de Jacques-Louis David, il expose au Salon en 1804.
Peintre de portrait, il devient professeur de dessin et de peinture aux collèges royaux Henry IV et Saint-Louis, dispense des cours dans les pensions et donne des cours particuliers.
Il épouse en 1806 la fille d'Hubert Robert, Adélaïde Jeanne Robert (1788-?), peintre également.
Il meurt des suites d'une longue maladie à son domicile du boulevard du Montparnasse à l'âge de 64 ans.